# Gaylussacia
Genre
Classification phylogénétique
Gaylussacia est un genre de plante à fleurs de la famille des Ericaceae comprenant une cinquantaine d'espèces  originaires du continent américain, où on les trouve en Amérique du Nord (huit espèces) et en Amérique du Sud dans les Andes (sept espèces) et les montagnes du sud-est du Brésil (les trente-cinq espèces restantes).  
Ce sont des arbustes à feuillage caduc ou persistant qui mesurent de 0,4 m à 1,8 m. 
Gaylussacia est le nom donné en l'honneur du chimiste français Louis Joseph Gay-Lussac (1778-1850) 
Ce sont des plantes utilisées comme nourriture par les larves de certaines espèces de lépidoptères, comme Coleophora gaylussaciella (qui se nourrit exclusivement sur Gaylussacia) et Coleophora multicristatella. 

## Liste d'espèces
Selon ITIS :
- Gaylussacia baccata (Wangenh.) K. Koch
- Gaylussacia brachycera (Michx.) Gray
- Gaylussacia buxifolia Kunth
- Gaylussacia dumosa (Andr.) Torr. & Gray
- Gaylussacia frondosa (L.) Torr. & Gray ex Torr.
- Gaylussacia mosieri Small
- Gaylussacia nana (Gray) Small
- Gaylussacia tomentosa (Gray) Pursh ex Small
- Gaylussacia ursina (M.A. Curtis) Torr. & Gray ex Gray

### Espèces
| - Gaylussacia amazonica - Gaylussacia amoena - Gaylussacia angulata - Gaylussacia angustifolia - Gaylussacia baccata - Gaylussacia bigeloviana - Gaylussacia brachycera - Gaylussacia brasiliensis - Gaylussacia buxifolia - Gaylussacia caparoensis - Gaylussacia cardenasii - Gaylussacia centunculifolia - Gaylussacia chamissonis - Gaylussacia ciliosa - Gaylussacia cinerea - Gaylussacia decipiens - Gaylussacia densa - Gaylussacia duartei - Gaylussacia dumosa - Gaylussacia fasciculata - Gaylussacia frondosa - Gaylussacia gardneri - Gaylussacia goyazensis - Gaylussacia harleyi - Gaylussacia incana - Gaylussacia jordanensis | - Gaylussacia loxensis - Gaylussacia martii - Gaylussacia montana - Gaylussacia mosieri - Gaylussacia nana - Gaylussacia oleifolia - Gaylussacia pallida - Gaylussacia pinifolia - Gaylussacia pruinosa - Gaylussacia pseudociliosa - Gaylussacia pseudogaultheria - Gaylussacia pulchra - Gaylussacia reticulata - Gaylussacia retivenia - Gaylussacia retusa - Gaylussacia rhododendron - Gaylussacia riedelii - Gaylussacia rigida - Gaylussacia rugosa - Gaylussacia salicifolia - Gaylussacia setosa - Gaylussacia tomentosa - Gaylussacia ursina - Gaylussacia virgata - Gaylussacia vitis-idaea |